# Viktorija Abramčenko
Viktorija Valerievna Abramčenko (in russo Виктория Валериевна Абрамченко?; Černogorsk, 22 maggio 1975) è un'economista e politica russa, dal gennaio 2021 Vice Primo Ministro della Federazione Russa con responsabilità sull'Agricoltura, le Risorse naturali e l'Ecologia. 
È membro del partito politico Russia Unita.

## Biografia
Viktorija Valerievna Abramčenko è nata il 22 maggio 1975 nella città di Černogorsk, nell'oblast' autonomo della Cacassia, nel territorio di Krasnojarsk.
Nel 1998 si è laureata presso l'Istituto di gestione del territorio, catasti e ingegneria ambientale nella struttura dell'Università agraria statale di Krasnojarsk.Tra il 1998 e il 2000 ha lavorato nel Comitato per le risorse territoriali e la gestione del territorio della Russia (Roskomzem).
Dal 2000 al 2001 è stata dipendente dell'Istituzione statale federale "Camera catastale fondiaria". Dal 2001 al 2005 ha lavorato in varie posizioni, tra cui quella di Vice Capo dipartimento a Roszemkadastra e Rosnedvižimost'. Dal 2005 ha ricoperto vari incarichi presso il Ministero dello Sviluppo Economico della Russia, tra cui la posizione di Vice Direttore del Dipartimento Immobiliare del Ministero dello Sviluppo Economico della Russia. Dal 2011 Vice Capo del Servizio Federale per la Registrazione, il Catasto e la Cartografia dello Stato.
Dal 2012 al 2015 è stata Direttore del Dipartimento di Politica Fondiaria, Relazioni Immobiliari e Proprietà dello Stato del Ministero dell'Agricoltura della Federazione Russa. Nel 2015-2016 Vice Ministro dell'Agricoltura della Federazione Russa.
Dall'11 ottobre 2016 al 21 gennaio 2020 è stata Vice Ministro dello Sviluppo Economico della Federazione Russa e capo del Servizio Federale per la Registrazione, il Catasto e la Cartografia dello Stato. Il 21 gennaio 2020 è stata nominata Vice Primo Ministro della Federazione Russa nel Gabinetto di Michail Mišustin.